# افتخار چودری

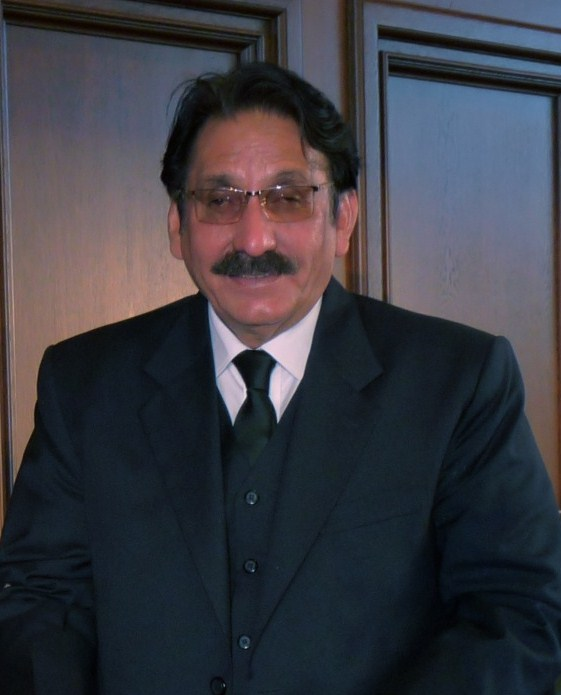

افتخار محمد چودری (به اردو: افتخار محمد چودهری) متولد ۱۲ دسامبر ۱۹۴۸ است. او ریاست دادگاه عالی پاکستان را بر عهده داشت.
او توسط حکم ژنرال پرویز مشرف از از کار خود بر کنار شد. مشرف در توجیه اقدام خود ابراز داشت شرایط امنیتی در مناطق قبیله‌ای و همچنین دخالت قوه قضاییه در اموری که به این قوه مربوط نیست چون اقدام علیه اهداف قوه‌های مجریه و مقننه در مبارزه با تروریسم و گروه‌های تندرو، سبب صدور این دستور شده است.